# Diplodactylus conspicillatus
Espèce
Diplodactylus conspicillatus est une espèce de gecko de la famille des Diplodactylidae.

## Répartition
Cette espèce est endémique d'Australie. Elle se rencontre en Australie-Occidentale, en Australie-Méridionale, au Territoire du Nord, dans l'ouest du Queensland et dans l'ouest de la Nouvelle-Galles du Sud.

## Description
Diplodactylus conspicillatus mesure de 47,05 à 62,71 mm de longueur standard.

## Alimentation
Son régime alimentaire se compose de fourmis et de termites.

## Publication originale
- Lucas & Frost, 1897 : Description of two new species of lizards from central Australia. Proceedings of the Royal Society of Victoria, vol. 9, p. 54-56 (texte intégral).